# .sv
.sv — национальный домен верхнего уровня для Сальвадора.

## Домены второго уровня
- edu.sv:	образование и научно-исследовательские институты
- gob.sv:	сайты национального правительства
- com.sv:	коммерческие организации и сайты, не входящие в другие домены
- org.sv:	некоммерческие организации
- red.sv:	администрация национальных интернет-сетей